# (4938) Papadopoulos
(4938) Papadopoulos est un astéroïde de la ceinture principale.

## Description
(4938) Papadopoulos est un astéroïde de la ceinture principale. Il fut découvert le 5 février 1986 à La Silla par Henri Debehogne. Il présente une orbite caractérisée par un demi-grand axe de 2,35 UA, une excentricité de 0,08 et une inclinaison de 4,6° par rapport à l'écliptique.

## Compléments